# Diferenciación de producto
En economía y marketing, la diferenciación de productos (o simplemente la diferenciación) es el proceso de distinguir un producto o servicio de otros, para hacerlo más atractivo para un mercado objetivo en particular. Esto implica diferenciarlo de los productos de la competencia y de los propios productos de la empresa. El concepto fue propuesto por Edward Chamberlin en su 1933 La Teoría de la Competencia Monopolística.

## Razón fundamental
Las firmas tienen diferentes dotaciones de recursos que les permiten construir ventajas competitivas específicas sobre los competidores. Las dotaciones de recursos permiten que las empresas sean diferentes, lo que reduce la competencia y hace posible alcanzar nuevos segmentos del mercado. Por lo tanto, la diferenciación es el proceso de distinguir las diferencias de un producto u oferta de otros, para hacerlo más atractivo para un mercado objetivo particular.
Aunque la investigación en un nicho de mercado puede dar como resultado el cambio de un producto para mejorar la diferenciación, los cambios en sí mismos no son diferenciación. La comercialización o la diferenciación del producto es el proceso de describir las diferencias entre los productos o los servicios, o la lista resultante de diferencias. Esto se hace para demostrar los aspectos únicos del producto de una empresa y crear un sentido de valor. Los libros de texto de la comercialización son firmes en el punto que cualquier diferenciación debe ser valorada por los compradores (un intento de diferenciación que no se percibe no cuenta). El término propuesta única de venta se refiere a la publicidad para comunicar la diferenciación de un producto.
En economía, la diferenciación exitosa de productos conduce a una ventaja competitiva y es incompatible con las condiciones para una competencia perfecta, que incluyen el requisito de que los productos de las firmas competidoras sean sustitutos perfectos. Existen tres tipos de diferenciación de producto:
1. Simple: basado en una variedad de características
2. Horizontal: basado en una única característica, pero los consumidores no tienen clara la calidad
3. Vertical: basado en una característica única y los consumidores son claros en cuanto a su calidad[5]

Las diferencias de marca generalmente son menores; pueden ser simplemente una diferencia en el empaquetado o un tema publicitario. El producto físico no necesita cambiar, pero puede. La diferenciación se debe a que los compradores perciben una diferencia; por lo tanto, las causas de la diferenciación pueden ser aspectos funcionales del producto o servicio, cómo se distribuyen y comercializan, o quién la compra. Las principales fuentes de diferenciación de productos son las siguientes:
- Diferencias de calidad que suelen ir acompañadas de diferencias de precio.
- Diferencias en características funcionales o diseño.
- Ignorancia de los compradores con respecto a las características y cualidades esenciales de los bienes que están comprando.
- Actividades de promoción de ventas de vendedores y, en particular, publicidad.
- Diferencias de disponibilidad (por ejemplo, tiempo y ubicación).

El objetivo de la diferenciación es desarrollar una posición que los clientes potenciales vean como única. El término se usa frecuentemente cuando se trata de modelos de negocios freemium, en los cuales las empresas comercializan una versión gratuita y pagada de un producto dado. Dado que se dirigen al mismo grupo de clientes, es imperativo que las versiones gratuitas y pagadas sean efectivamente diferenciadas.
La diferenciación afecta principalmente al rendimiento mediante la reducción de la franqueza de la competencia: a medida que el producto se vuelve más diferente, la categorización se hace más difícil y por lo tanto, dibuja menos comparaciones con su competencia. Una estrategia de diferenciación de producto exitosa moverá su producto de la competencia basada principalmente en el precio a la competencia en los factores que no son de precio (tales como características del producto, estrategia de distribución, o variables de promoción).
La mayoría de la gente diría que la implicación de la diferenciación es la posibilidad de cobrar un precio premium; sin embargo, se trata de una simplificación bruta. Si los clientes valoran la oferta de la empresa, serán menos sensibles a los aspectos de las ofertas competidoras; el precio puede no ser uno de estos aspectos. La diferenciación hace que los clientes en un segmento dado tengan una sensibilidad más baja a otras características (sin precio) del producto.

## Historia
La obra seminal de Edward Chamberlin (1933) sobre la competencia monopolística mencionó la teoría de la diferenciación que dice que para los productos disponibles dentro de la misma industria, los clientes pueden tener preferencias diferentes. Sin embargo, una estrategia genérica de diferenciación que fue popularizada por Michael Porter (1980) que es cualquier producto (tangible o intangible) percibido como "ser único" por al menos un conjunto de clientes. Por lo tanto, depende de su percepción el alcance de la diferenciación de los productos. Incluso hasta 1999, las consecuencias de estos conceptos no fueron bien entendidas. De hecho, Miller (1986) propuso la comercialización y la innovación como dos estrategias de diferenciación, que fue apoyado por algunos eruditos como Lee y Miller (1999). Mintzberf (1988) propuso categorías más específicas pero amplias: calidad, diseño, apoyo, imagen, precio y productos no diferenciados, que obtuvo el apoyo de Kotha y Vadlamani (1995). Sin embargo, la literatura de IO (Ethiraj & Zhu, 2008; Makadok, 2010, 2011) hizo un análisis más profundo de la teoría y exploró una clara distinción entre el uso amplio de la diferenciación vertical y horizontal.

## Diferenciación vertical del producto
Si los productos A y B tienen el mismo precio para el consumidor, la cuota de mercado para cada uno será positiva, según el modelo de Hotelling. La principal teoría de esto es que todos los consumidores prefieren el producto de mayor calidad si se ofrecen dos productos distintos al mismo precio. Un producto puede diferir en muchos atributos verticales, como su velocidad de funcionamiento. Lo que realmente importa es la relación entre la disposición de los consumidores a pagar por mejoras en la calidad y el aumento en el costo por unidad que conlleva tales mejoras. Por lo tanto, la diferencia percibida en la calidad es diferente con diferentes consumidores, por lo que es objetivo. Un producto verde puede estar teniendo un efecto negativo más bajo o cero en el ambiente, sin embargo, puede resultar ser inferior que otros productos en otros aspectos. Por lo tanto, también depende de la forma en que se anuncia y la presión social que un consumidor potencial está viviendo. Incluso una diferenciación vertical puede ser un factor decisivo en la compra.

## Diferenciación horizontal del producto
Cuando los productos no pueden ser ordenados de una manera objetiva y son diferentes en una o todas sus características, entonces hay diferenciación horizontal. Por ejemplo, diferentes versiones de color del mismo iPhone o MacBook. Un helado de limón no es superior a un helado de chocolate, se basa completamente en la preferencia del usuario. Un restaurante puede poner precio a todos sus postres con el mismo precio y permite al consumidor elegir libremente sus preferencias ya que todas las alternativas cuestan lo mismo.

## Productos sustitutos y diferenciación de productos
Según una investigación realizada mediante la combinación de matemáticas y economía, las decisiones de fijación de precios dependen de la substitución entre los productos depende del grado de diferenciación de los productos de las firmas. Ninguna empresa puede cobrar un precio más alto si los productos son buenos sustitutos y viceversa. Cuanto menor sea el precio de equilibrio no cooperativo, menor será la diferenciación. Por esta razón, las empresas podrían elevar conjuntamente los precios por encima del equilibrio o el nivel competitivo mediante la coordinación entre ellos mismos. Tienen un acuerdo de colusión verbal o escrito entre ellos. Las empresas que operan en un mercado de baja diferenciación de productos podrían no coordinarse con otras, lo que aumenta el incentivo para engañar el acuerdo de colusión. En el contraste, incluso bajando ligeramente los precios, una empresa puede capturar una gran fracción del mercado y obtener ganancias a corto plazo con productos altamente sustituibles.

## Interacción entre la diferenciación horizontal y vertical: Una aplicación a la banca
Durante los años 1990, las medidas adoptadas por el gobierno sobre la desreglamentación y la integración europea persuadieron a los bancos a competir por depósitos en muchos factores como las tasas de depósito, la accesibilidad y la calidad de los servicios financieros.
En este ejemplo usando el modelo de Hotelling, una característica es de variedad (ubicación) y una característica de calidad (acceso remoto). Acceso remoto mediante servicios bancarios a través de servicios postales y telefónicos como la organización de facilidades de pago y obtención de información de cuentas. En este modelo, los bancos no se pueden diferenciar verticalmente sin afectar negativamente la diferenciación horizontal entre ellos.
La diferenciación horizontal ocurre con la ubicación de la sucursal del banco. La diferenciación vertical, en este ejemplo, se produce siempre que un banco ofrezca acceso remoto y el otro no. Con el acceso alejado, puede estimular una interacción negativa entre la tarifa del transporte y el gusto para la calidad: los clientes que tienen un gusto más alto para el acceso alejado enfrentan una tarifa más baja del transporte.
Un depositante con un alto sabor (bajo) para el acceso remoto tiene bajos (altos) costos de transporte lineal. Diferentes equilibrios emergen como resultado de dos efectos. Por un lado, la introducción del acceso remoto roba a los depositantes de su competidor porque la especificación del producto se vuelve más atractiva (efecto directo). Por otra parte, los bancos se convierten en sustitutos más cercanos (efecto indirecto). Primero, los bancos se convierten en sustitutos más cercanos a medida que disminuye el impacto de los costos de transporte lineal. En segundo lugar, la competencia de tasa de depósito se ve afectada por el tamaño de la diferencia de calidad. Estos dos efectos, "robar" a los depositantes versus "sustituibilidad" entre los bancos, determinan el equilibrio. Para los valores bajos y altos de la diferencia de la calidad del cociente a la tarifa del transporte, solamente un banco ofrece el acceso alejado (especialización). Los valores intermedios (muy bajos) de la diferencia de calidad de la relación con los costos de transporte rinden acceso universal (no) a distancia.
Este concurso es un juego de dos factores: uno es de ofrecimiento de acceso remoto y el otro es de tasas de depósito. Hipotéticamente, habrá dos escenarios consecuentes si sólo un banco ofrece acceso remoto. En primer lugar, el banco obtiene una cuota de mercado positiva para todos los tipos de acceso remoto, dando lugar a un dominio horizontal. Esto ocurre cuando el costo de transporte prevalece sobre la calidad del servicio, la tasa de depósito y el tiempo. En segundo lugar, el dominio vertical aparece en la imagen cuando el banco que no está ofreciendo acceso remoto obtiene todo el mercado para los depositantes que tienen la menor preferencia por el acceso remoto. Es cuando el servicio de calidad, la tasa de depósito y el tiempo prevalecen sobre el costo del transporte.